# Хлодозинда (дочь Хлотаря I)
Хлодозинда (Хлодосвинта; лат. Chlodosinda, Clodosvinta; около 540 — не позднее 567) — королева лангобардов (около 566—567) по браку с Альбоином.

## Биография
О Хлодозинде упоминается в нескольких раннесредневековых источниках: в «Истории франков» её современника Григория Турского, в составленном в VII веке трактате «Происхождение народа лангобардов» и в труде историка второй половины VIII века Павла Диакона
«История лангобардов». Также в сборнике «Австразийские письма» сохранилось послание к Хлодозинде, написанное епископом Трира Ницетием.
Франкские и лангобардские исторические источники называют Хлодозинду единственной дочерью короля франков Хлотаря I из династии Меровингов и его третьей супруги Ингунды. Её братьями были Гунтар, Хильдерик, Хариберт I, Гунтрамн и Сигиберт I.
Предполагается, что Хлодозинда родилась около 540 года. О ранних годах её жизни ничего не известно. Возможно, именно Хлодозинду безуспешно просил себе в жёны правитель Остготского королевства Тотила, когда в 549 или 550 году он вёл переговоры о союзе с франкскими королями Хлотарем I и Хильдебертом I.
Приблизительно между 556 и 563 годом Хлодозинда была выдана замуж за правителя паннонских лангобардов Альбоина из рода Гаузы. Когда точно был заключён этот брачный союз, точно не установлено: часть историков предполагает, что Хлодозинда вышла замуж за Альбоина ещё при жизни короля Хлотаря I, другие, что это произошло уже в правление её брата Сигиберта I, унаследовавшего престол после смерти отца в 561 году. Вероятно, этот брак должен был способствовать нормализации франкско-лангобардских отношений, обострившихся после завоевания в 530-х годах франкскими правителями союзного лангобардам королевства тюрингов. В браке с Альбоином Хлодозинда родила дочь Альбсвинду, ставшую единственным ребёнком короля лангобардов.
В составе сборника «Австразийские письма» до наших дней дошло послание, направленное Хлодозинде трирским епископом Ницетием. Этот документ датируется примерно 563 или 565 годом. В послании наиболее влиятельный на тот момент франкский иерарх призывал лангобардскую королеву сделать всё возможное для обращения её супруга в ортодоксальное христианство. В качестве возможных доводов для отвращения короля Альбоина от арианства Ницетий советовал Хлодозинде ссылаться на чудеса, явленные почитавшимися ортодоксами святыми, такими как Мартин Турский, Иларий Арльский, Герман Осерский, Луп Труаский и Медард Нуайонский. Несмотря на все увещевания, обращённые епископом к Хлодозинде, её супруг так и остался приверженцем арианства. Послание Ницетия королеве Хлодозинде — важный источник по истории становления культа почитания святых у франков. Здесь же содержатся ценные свидетельства о крещении короля Хлодвига I, отсутствующие у других средневековых авторов.
Хлодозинда скончалась не позднее 567 года, ещё до того как началось завоевание лангобардами Апеннинского полуострова. После её смерти король Альбоин вступил во второй брак, взяв в жёны Розамунду, дочь убитого им короля гепидов Кунимунда. Позднее, когда в 572 или 573 году Альбоин был убит, его вдова, взяв с собой Альбсвинду, бежала к византийцам в Равенну. Здесь Розамунда и её сообщник по убийству мужа Хельмегис из-за интриг равеннского экзарха Лонгина отравили друг друга. Оставшаяся сиротой Альбсвинда и ещё один цареубийца Передеон были отосланы в Константинополь. О дальнейшей судьбе дочери Хлодозинды и Альбоина сведений не сохранилось.